# شيوعية مسيحية

نوع مختلف من المطرقة والمنجل، حيث تم استبدال المطرقة بصليب مسيحي، يستخدمه الشيوعيون المسيحيون.

الشيوعية المسيحية هي شكل من أشكال الشيوعية الدينية على أساس المسيحية. إنها نظرية لاهوتية وسياسية تستند إلى الرأي القائل بأن تعاليم يسوع المسيح تجبر المسيحيين على دعم الشيوعية كنظام اجتماعي مثالي. على الرغم من عدم وجود اتفاق عالمي على التاريخ المحدد الذي تأسست فيه الشيوعية المسيحية، يؤكد العديد من الشيوعيين المسيحيين أن الأدلة من الكتاب المقدس (في أعمال الرسل) تشير إلى أن المسيحيين الأوائل، بما في ذلك الرسل، أنشأوا أنفسهم المجتمع الشيوعي في السنوات التي تلت موت يسوع وقيامته. على هذا النحو، يجادل العديد من المدافعين عن الشيوعية المسيحية أنه تم تدريسه من قبل يسوع وممارسته من قبل الرسل أنفسهم. بعض المؤرخين المستقلين يؤكدون ذلك.
يحتفظ الشيوعيون المسيحيون بقراءة الكتاب المقدس كدليل على أن أول مسيحيين عاشوا في مجتمع شيوعي. تنص أعمال الرسل على ما يلي: «جميع المؤمنين كانوا واحدًا في القلب والعقل. لم يدّعي أحد أن أيًا من ممتلكاتهم هو ملكهم، لكنهم كانوا يتشاركون كل شيء لديهم. وبقوّة عظيمة استمر الرسل في الشهادة لقيامة الرب يسوع المسيح، وكانت النعمة الإلهية تعمل بقوة في نفوسهم، ولم يكن بينهم أشخاص محتاجون، ومن حين لآخر، كان أولئك الذين يملكون أرضًا أو منازل يبيعونها، يجلبون المال من المبيعات ويضعونها في قدم الرسل، وتم توزيعها على أي شخص يحتاج».
هناك أدلة على أن ما هو مذكور في أعمال هو تاريخي وتمت ممارسته على نطاق واسع وأخذ على محمل الجد خلال القرنين الأول والثاني على الأقل من المسيحية. هناك أدلة كتابية أخرى على أنظمة المعتقدات المعادية للرأسمالية تشمل ماثيو «لا يمكن لأحد أن يخدم سيدتين. إما أن تكره الواحد وتحب الآخر أو ستكرس للواحد وتحتقر الآخر. لا يمكنك أن تخدمهما. الله والمال كل واحد وفقا لقدراته» له أصول كتابية أيضا. وينص القانون على ما يلي: ثم التزم التلاميذ، كل واحد وفقا لقدرته، على إرسال الإغاثة إلى الاخوة الساكنين في اليهودية". "لكل واحد وفقا لاحتياجاته«هو الكتاب المقدس أيضا. كتاب أعمال الرسل إلى المبعوثين لتوزيعها على كل حسب حاجته». يصف كتاب توماس وارتون كولينز «الوعظ الكتابي» مصادر الكتاب المقدس التي تدعم مجتمع الملكية المشتركة.
الشيوعية المسيحية لا تعتمد فقط على مبادئ الرسل الأوائل. في الواقع، يزعم الشيوعيون المسيحيون أن المثل المعادية للرأسمالية متجذرة بعمق في الإيمان المسيحي. في حين أن الرأسمالية لم تتشكل بعد في زمن المسيح، فإن رسالته كانت في الغالب ضد حب المال (الجشع) ودعم الفقراء. وينظر الشيوعيون المسيحيون إلى مبادئ المسيح باعتبارها مناهضة للرأسمالية بشكل قاطع. وكما علّم المسيح أن حب المال هو أصل العديد من الشرور، فإن هذا المنطق يبدو طبيعياً بالنسبة للمسيحيين أن يعارضوا نظاماً اجتماعياً يقوم على أساس حب المال كما يدعي الشيوعيون المسيحيون. في الواقع، تأخر التطور الرأسمالي بشكل كبير من قبل المعارضة المسيحية لظهور مثل هذا النظام، ولم يجمع الدعم الشعبي حتى جلب جون كالفين الدعم الشعبي للرأسمالية من منظور ديني. إن المثل العليا للشيوعية المسيحية هي ما قبل الكالفينية، وبالتالي فهي تسعى إلى إعادة المسيحية إلى جذورها المعادية للرأسمالية من خلال التقدم إلى ما بعد ذلك إلى الاشتراكية وأخيرا إلى الشيوعية.

## الإلحاد والشيوعيَة
الشيوعية المعاصرة، بما في ذلك الشيوعية المسيحية المعاصرة، تدين بالكثير للفكر الماركسي - لا سيما الاقتصاد الماركسي لايتفق كلَ الشيوعيين تماماً مع الماركسية، لكن من الصعب العثور على أي شيوعيين اليوم لا يوافقون على الأقل على النقد الماركسي للرأسمالية. تشمل الماركسية مجموعة معقدة من وجهات النظر التي تغطي عدة مجالات مختلفة من المعرفة البشرية، ويمكن للمرء أن يميز بسهولة بين الفلسفة الماركسية، وعلم الاجتماع الماركسي، والاقتصاد الماركسي. علم الاجتماع الماركسي والاقتصاد الماركسي لا علاقة لهما بالقضايا الدينية ولا يدعوان إلى أي توكيد حول مثل هذه الأمور. من ناحية أخرى، فإن الفلسفة الماركسية معروفة بالإلحاد، على الرغم من أن بعض العلماء الماركسيين، المسيحيين وغير المسيحيين، أصروا على أن الفلسفة الماركسية وفلسفة كارل ماركس وفريدريك إنجلز تختلفان بشكل كبير عن بعضهما البعض وأن هذا الاختلاف يحتاج إلى اعتراف. على وجه الخصوص، وجد خوسيه بورفيريو ميراندا أن ماركس وإنجلز كانا يعارضان على الدوام المادية الحتمية ومتعاطفين بشكل واسع تجاه المسيحية ونحو نص الكتاب المقدس، بالرغم من عدم الإيمان بألوهية خارقة للطبيعة. كما سمح فلاديمير لينين للمسيحيين في الحزب البلشفي.